# 8월의 크리스마스 (1998년 영화)
"8월의 크리스마스"(Christmas in August)는 1998년 개봉한 허진호 감독의 드라마, 로맨스 영화이다.
한적한 소도시에서 "초원사진관"을 경영하는 청년 정원(한석규)과 주차단속원 다림(심은하)의 사랑을 절제된 감정으로 잔잔하게 풀어내 평단의 찬사를 받은 작품이다. 일본으로도 수출돼서 긍정적인 성과를 이루었으며, 리메이크되기도 했다. 2013년에는 관객들이 뽑은 '다시 보고싶은 명작' 1위에 올랐고, 같은 해 11월 7일 디지털 리마스터링 버전으로 복원, 재개봉되었다. 2021년 5월 CGV 시그니쳐K 컬렉션 <음악으로 기억되는 영화가 있다>를 테마로 재개봉되었다.

## 줄거리
파혼 후, 사진관 주인 정원은 30대이며 그의 가족들과 함께 살고 있다: 여동생, 그녀의 남편과 아이, 그리고 아버지. 그는 주차 위반 차량을 단속하는 증거 사진을 빨리 인화해야 하는 젊은 주차 단속원 다림을 만난다. 그들은 서로에게 호감을 느끼고, 사진관에서 더 자주 만나며 감정을 발전시킨다.
그들의 로맨스가 더 진행되기 전에, 정원은 자신의 최근 건강 문제가 말기 질환의 증상임을 알게 된다. 다시 행복을 찾았을 때 닥쳐온 운명을 받아들이는 과정의 일부로, 그는 사진관을 닫고 다림과의 모든 연락을 끊는다. 다림은 상심하지만 그를 찾을 방법이 없다.
정원은 또한 자신이 죽으면 아버지가 사진관을 맡을 수 있도록 사진 현상 기계에 대한 단계별 매뉴얼을 만든다. 그는 어린 시절 친구들과 작별 인사를 하며 술을 마시지만, 임박한 죽음에 대해 가장 친한 친구에게만 말한다. 친구는 경찰서에 잡혀간 정원이 무너질 때까지 그를 믿지 않는다.
얼마 후, 정원은 다림이 다시 즐겁게 일하는 모습을 몰래 지켜보며 자신의 계획이 성공했음에 만족한다. 그는 타이머로 자신의 자화상을 찍고, 그 사진은 그의 장례식 영정 사진으로 사용된다.

## 출연진
- 한석규 - 유정원 역
- 심은하 - 김다림 역
- 신구 - 정원 부 역
- 전미선 - 지원 역
- 오지혜 - 정원 여동생 유정숙 역
- 이한위 - 정원 친구 철구 역
- 전대병 - 경찰관 역
- 윤동원

## 사운드 트랙
| #            | 제목                                                      | 작사         | 작곡         | 편곡         | 보컬  | 재생 시간 |
| ------------ | --------------------------------------------------------- | ------------ | ------------ | ------------ | ----- | --------- |
| 1.           | 〈8월의 크리스마스〉 (Ending Title)                       | 주희정       | 홍성규       | 한석규       | 4:09  |           |
| 2.           | 〈창문너머 어렴풋이 옛 생각이 나겠지요〉                  | 김창완       | 김창완       | 정구련       | 3:49  |           |
| 3.           | 〈사진처럼 (Inst.)〉 (Main Title)                         |              | 조성우       |              | 2:06  |           |
| 4.           | 〈아이처럼 고운〉 (다림 Theme)                            | 강현민       | 강현민       | 일기예보     | 3:41  |           |
| 5.           | 〈Love Theme〉                                            |              | 조성우       |              | 2:29  |           |
| 6.           | 〈다림의 Waltz〉                                          |              | 조성우       |              | 2:36  |           |
| 7.           | 〈Happy Christmas〉 (캐롤송)                              | 강현민       | 강현민       | 일기예보     | 3:03  |           |
| 8.           | 〈사진 속의 기억들〉 (정원 Theme)                         |              | 김대홍       |              | 2:24  |           |
| 9.           | 〈사진처럼〉 (Main Theme)                                 | 김성근       | 조성우       | 유정한       | 4:31  |           |
| 10.          | 〈초등학교 운동장〉                                       |              | 조성우       |              | 1:32  |           |
| 11.          | 〈첫만남〉                                                |              | 조성우       |              | 1:42  |           |
| 12.          | 〈창문너머 어렴풋이 옛 생각이 나겠지요〉 (Orchestra Ver.) |              |              |              | 2:59  |           |
| 13.          | 〈아버지〉 (Bachinas Brasileiras No.5)                    |              | 외국곡       |              | 2:38  |           |
| 14.          | 〈파출소에서〉                                            |              | 조성우       |              | 2:23  |           |
| 15.          | 〈로울러코스트〉                                          |              | 조성우       |              | 3:05  |           |
| 16.          | 〈밤길 '마지막 만남'〉                                    |              | 조성우       |              | 2:25  |           |
| 17.          | 〈문 닫힌 사진관〉                                        |              | 조성우       |              | 2:08  |           |
| 18.          | 〈초원사진관〉                                            |              | 김대홍       |              | 2:23  |           |
| 19.          | 〈8월의 크리스마스〉 (Inst.)                              |              | 홍성규       |              | 4:10  |           |
| 총 재생 시간 | 총 재생 시간                                              | 총 재생 시간 | 총 재생 시간 | 총 재생 시간 | 54:13 |           |